# Will Anderson
William Anderson Jr. (* 2. September 2001 in Hampton, Georgia) ist ein US-amerikanischer American-Football-Spieler auf der Position des Defensive Ends. Er spielte College Football für die Alabama Crimson Tide der University of Alabama und wurde im NFL Draft 2023 an dritter Stelle von den Houston Texans ausgewählt.

## Frühe Jahre und College
Anderson wuchs mit fünf älteren Schwestern in Hampton, Georgia auf. Er besuchte dort die Dutchtown High School, an der er in der Footballmannschaft aktiv war. Zunächst war er in der Offense als Runningback und Fullback vorgesehen, wurde schließlich jedoch zumeist in der Defense als Defensive End und Linebacker eingesetzt. Sein erstes Highschooljahr verpasste er allerdings komplett, da er zuvor am Knie operiert werden musste. Ab seinem zweiten Jahr war er schließlich Stammspieler seiner Highschoolmannschaft. In seinem letzten Jahr konnte er unter anderem 22 Sacks verzeichnen. Er galt als einer der besten Spieler auf seiner Position seines Jahrgangs und wurde unter anderem zum All-County Football Player of the Year gewählt.
Nach seinem Highschoolabschluss erhielt er Stipendienangebote zahlreicher Universitäten und entschied sich, ein Angebot der University of Alabama aus Tuscaloosa, Alabama anzunehmen, um dort in der Footballmannschaft spielen zu können. Bereits in seinem ersten Jahr war er Stammspieler an seiner Schule und kam in 13 Spielen zum Einsatz, bei denen er 52 Tackles und 7 Sacks verzeichnete. Sein Breakout-Jahr hatte er allerdings in der folgenden Saison, in der er 97 Tackles und 17,5 Sacks verzeichnen konnte. Am Ende der Saison wurde er bei der Wahl der Heisman Trophy als bester Spieler im College Football auf den fünften Platz gewählt, erhielt jedoch die Bronko Nagurski Trophy als bester Spieler der Defense. Daneben wurde er ins First-Team All-American sowie ins First-Team All-SEC gewählt. In der SEC wurde er außerdem noch zum Defensive Player of the Year gewählt. Auch mit seiner Mannschaft war Anderson bislang schon sehr erfolgreich. So konnten sie sowohl 2020 als auch 2021 die SEC gewinnen und sich für die College Football Playoffs qualifizieren. Durch Siege im Rose Bowl 2020 beziehungsweise im Cotton Bowl Classic 2021 konnten sie sich für das College Football Playoff National Championship Game qualifizieren. Dieses konnte Anderson zusammen mit seiner Mannschaft 2020 gegen die Ohio State Buckeyes gewinnen, 2021 unterlagen sie hingegen den Georgia Bulldogs.

## NFL
Im NFL Draft 2023 wurde Anderson an dritter Stelle von den Houston Texans ausgewählt. Noch vor Beginn der Saison 2023 wechselte er die Position von Linebacker, was er im College gespielt hatte, zu Defensive End, wo er auf Anhieb Stammspieler wurde. Er debütierte in der NFL direkt beim ersten Saisonspiel der Texans, einer 9:25-Niederlage gegen die Baltimore Ravens, bei der er jedoch sechs Tackles sowie einen Sack an Quarterback Lamar Jackson verzeichnen konnte. Beim 22:17-Sieg gegen die Denver Broncos am 13. Spieltag gelangen ihm erstmals zwei Sacks in einem Spiel, beide an Russell Wilson. Bei der 6:30-Niederlage gegen die New York Jets am 14. Spieltag zog sich Anderson jedoch eine Knöchelverletzung zu, aufgrund der er die beiden folgenden Spiele verpasste. Beim 26:3-Sieg gegen die Tennessee Titans am 17. Spieltag konnte er erneut zwei Sacks verzeichnen. Er beendete seine Rookie-Saison so mit 45 Tackles, sieben Sacks sowie einem verteidigten Pass. Er erreichte die zweitmeisten Sacks seines Teams hinter Jonathan Greenard. Aufgrund seiner herausragenden Leistungen wurde Anderson nach Saisonende zum NFL Defensive Rookie of the Year sowie in den Pro Bowl und ins PFWA All-Rookie-Team gewählt. Außerdem qualifizierte er sich mit seinem Team für die Playoffs. Dort gab er beim 45:14-Sieg gegen die Cleveland Browns in der Wildcard-Runde sein Debüt, bei dem er drei Tackles sowie einen Sack an Quarterback Joe Flacco verzeichnen konnte. Beim folgenden Spiel gegen die Baltimore Ravens konnte er nur ein Tackle verzeichnen; die Texans schieden nach einer 10:34-Niederlage aus den Playoffs aus.

## Karrierestatistiken

### Regular Season
| Saison                             | Team             | Spiele | Spiele  | Tackles | Tackles | Tackles | Tackles | Interceptions | Interceptions | Interceptions | Interceptions | Interceptions | Interceptions | Fumbles | Fumbles | Fumbles |
| Saison                             | Team             | Gesamt | Starter | Gesamt  | Solo    | Assist  | Sack    | PD            | Int           | Yards         | Avg           | Lang          | TD            | FF      | FR      | TD      |
| ---------------------------------- | ---------------- | ------ | ------- | ------- | ------- | ------- | ------- | ------------- | ------------- | ------------- | ------------- | ------------- | ------------- | ------- | ------- | ------- |
| 2023                               | Texans           | 15     | 13      | 45      | 29      | 16      | 7,0     | 1             | 0             | 0             | 0,0           | 0             | 0             | 0       | 0       | 0       |
| 2024                               | Texans           | 14     | 14      | 37      | 27      | 10      | 11,0    | 2             | 0             | 0             | 0,0           | 0             | 0             | 1       | 1       | 0       |
| Gesamte Karriere                   | Gesamte Karriere | 29     | 27      | 82      | 56      | 26      | 18,0    | 3             | 0             | 0             | 0,0           | 0             | 0             | 1       | 1       | 0       |
| Quelle: pro-football-reference.com |                  |        |         |         |         |         |         |               |               |               |               |               |               |         |         |         |

### Postseason
| Saison                             | Team             | Spiele | Spiele  | Tackles | Tackles | Tackles | Tackles | Interceptions | Interceptions | Interceptions | Interceptions | Interceptions | Interceptions | Fumbles | Fumbles | Fumbles |
| Saison                             | Team             | Gesamt | Starter | Gesamt  | Solo    | Assist  | Sack    | PD            | Int           | Yards         | Avg           | Lang          | TD            | FF      | FR      | TD      |
| ---------------------------------- | ---------------- | ------ | ------- | ------- | ------- | ------- | ------- | ------------- | ------------- | ------------- | ------------- | ------------- | ------------- | ------- | ------- | ------- |
| 2023                               | Texans           | 2      | 2       | 4       | 3       | 1       | 1,0     | 0             | 0             | 0             | 0,0           | 0             | 0             | 0       | 0       | 0       |
| 2024                               | Texans           | 2      | 2       | 7       | 6       | 1       | 3,5     | 2             | 0             | 0             | 0,0           | 0             | 0             | 0       | 0       | 0       |
| Gesamte Karriere                   | Gesamte Karriere | 4      | 4       | 11      | 9       | 2       | 4,5     | 2             | 0             | 0             | 0,0           | 0             | 0             | 0       | 0       | 0       |
| Quelle: pro-football-reference.com |                  |        |         |         |         |         |         |               |               |               |               |               |               |         |         |         |